# Maryčka Magdonova

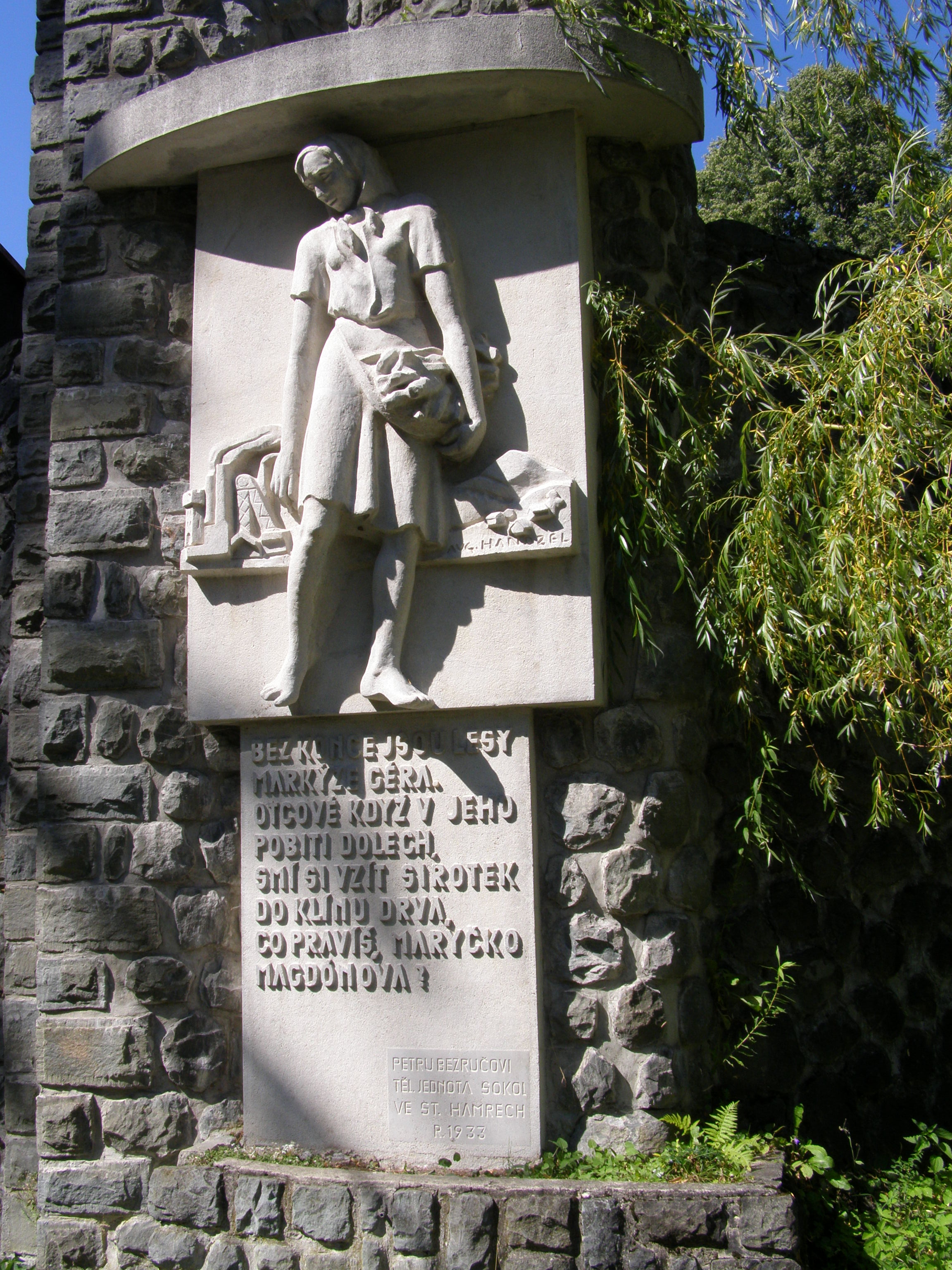
Pomník Maryčky Magdonové

Maryčka Magdonova je jedna z nejznámějších básní ze sbírky Slezské písně od slezského autora Petra Bezruče. Vedou se diskuze o tom, zda Bezruče k jejímu napsání neinspiroval skutečný život stejnojmenné dívky. Maryčka Magdonova má pomník ve Starých Hamrech.

## Vyznění básně
Maryččin otec se popere v hospodě a smrtelně se zraní. Krátce poté zemře i její matka, na kterou se zvrhne vlak. Maryčka Magdonova se musí se svými čtyřmi sourozenci nějak uživit, a tak se jednou pokusí ukrást z lesa dřevo. Nachytá ji však burmistr Hochfelder a udá ji. Když ji vrchnostenský hajný odvádí do Frydku a prochází kolem skal, Maryčka skočí ze skály do řeky Ostravice.
Maryčka je poté pohřbena u zdi pro sebevrahy.